# Salvia tingitana
Salvia tingitana là một loài thực vật có hoa trong họ Hoa môi. Loài này được Etl. miêu tả khoa học đầu tiên năm 1777.

## Hình ảnh

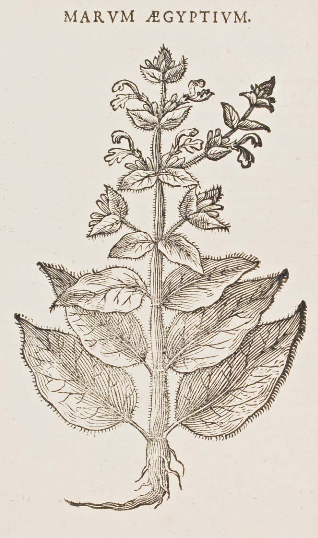